# 阿泽拉布勒
阿泽拉布勒（法語：Azerables，法語發音：[azeʁabl]，发音同“Azérables”）是法国克勒兹省的一个市镇，位于该省西北部，和安德尔省及上维埃纳省接壤，属于盖雷区。

## 地理
阿泽拉布勒（46°21'14"N, 1°28'37"E）面积39.44 平方千米，位于法国新阿基坦大区克勒兹省，该省份为法国中部省份，位于法國中央高原西北部，北起安德尔省和谢尔省，西接维埃纳省，南至科雷兹省，东临多姆山省，东北与阿列省接壤。
与阿泽拉布勒接壤的市镇（或旧市镇、城区）包括：巴兹拉、圣阿尼昂-德韦尔西亚、圣塞巴斯蒂安、瓦雷耶、穆埃、大谢佐、圣叙尔皮斯莱弗耶。

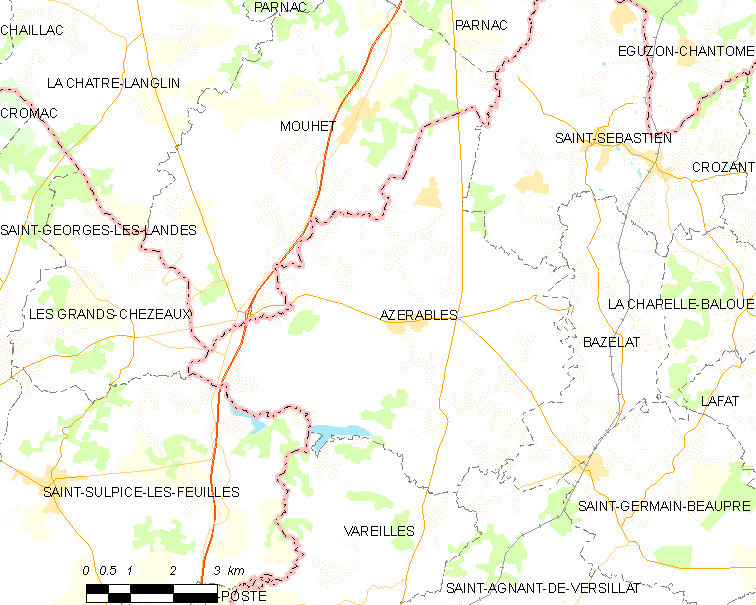
阿泽拉布勒的OSM定位图

阿泽拉布勒的时区为UTC+01:00、UTC+02:00（夏令时）。

## 行政
阿泽拉布勒的邮政编码为23160，INSEE市镇编码为23015。

## 政治
阿泽拉布勒所属的省级选区为丹勒帕莱斯泰勒县。

## 人口

1962-2008年间阿泽拉布勒人口变化图示

阿泽拉布勒于2022年1月1日时的人口数量为803人。